# Tetravanghel

Minatură din Tetraevanghelul țarului Ioan Alexandru (sec. al XIV-lea)

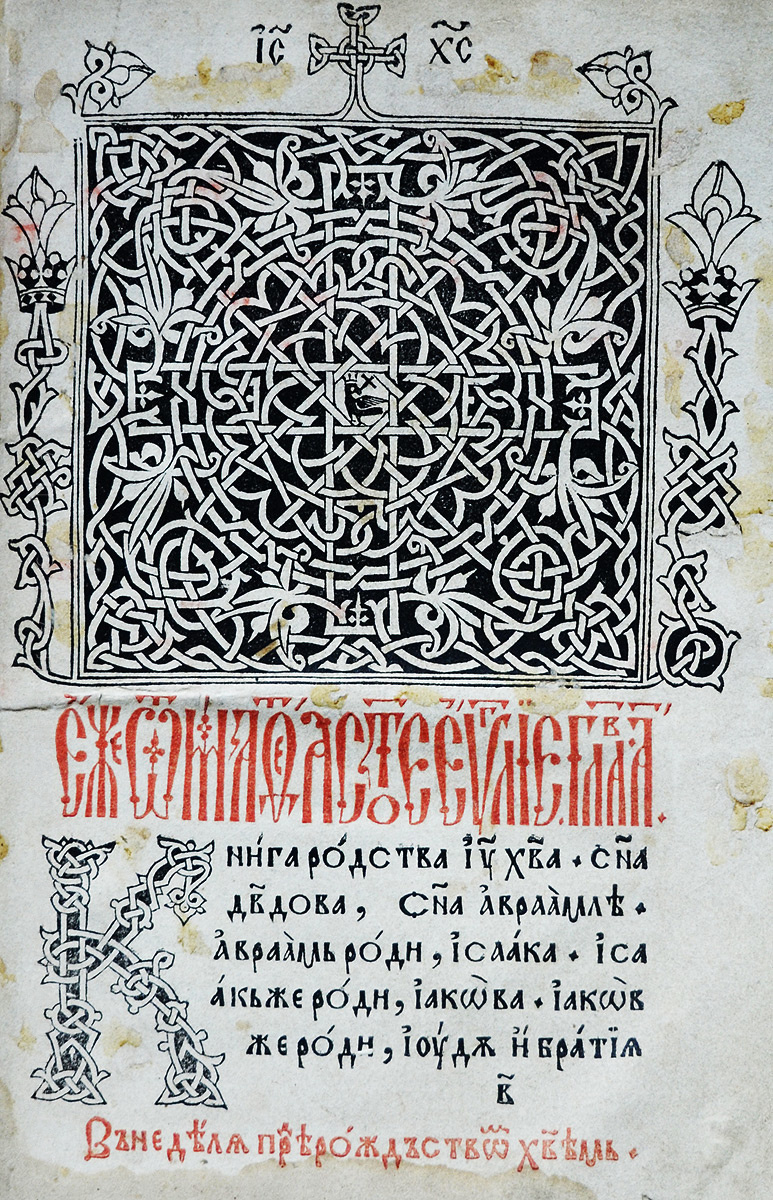
Tetraevanghelul Târgoviște (1512)

Tetravanghelul (în greacă tetraevanghélion: tetra = patru și evangelion = Evanghelie) este o carte liturgică ortodoxă. Aceasta cuprinde cele patru evanghelii canonice împărțite în pericope (zaceale) precedate de ziua și săptămâna liturgică în care trebuie citite. Textul evangheliilor conține și indicațiile tipiconale. Stă de obicei pe masa altarului și este îmbrăcat într-o ferecătură împodobită cu imagini ale evangheliștilor; tradiția interzice folosirea pielii de animal pe masa altarului.
Tetraevanghelul (pl. tetraevanghele) nu trebuie confundat cu tetraevangheliarul sau evangheliarul, care conține numai pericopele pentru duminici și sărbători, așezate după tipic, respectiv cu Duminica Învierii la început.
- Primul Tetravanghel slavon datat este cel copiat și miniat de Nicodim la Mănăstirea Prislop în anul 1405.
- În 1429 monahul Gavril Uric de la Mănăstirea Neamț copiază un Tetravanghel pentru uzul Doamnei Marina, soția lui Alexandru cel Bun, ilustrat cu patru miniaturi pe paginile de gardă, înfățișându-i pe evangheliști. Este primul Tetravanghel românesc ilustrat care s-a păstrat, actual el aflându-se la Biblioteca Bodleiană a Universității Oxford.[3][4]
- Tetraevanghelul din 1473 a fost copiat de către ieromonahul Nicodim, la 17 iunie 1473, și ferecat la 23 noiembrie 1489, din porunca lui Ștefan cel Mare. Scris pe pergament, cu cerneală neagră și în unele locuri cu aur, acest Tetraevanghel este păstrat în tezaurul Mănăstirii Putna.[5]
- În 1512 ieromonahul Macarie tipărește un Tetraevanghel slavon la Târgoviște.
- În 1551-1553 apare la Sibiu Tetraevanghelul slavo-român.
- În 1560 apare primul Tetravanghel în limba română, tipărit la Brașov de diaconul Coresi.